# Фестивальный театр
Фестивальный театр, или Байрёйтский театр (Фестшпильхаус, нем. Bayreuth Festspielhaus) — оперный театр, расположенный в баварском городе Байройте, в его северной части. В театре ставятся оперы Рихарда Вагнера в рамках Байрёйтского фестиваля.

## История

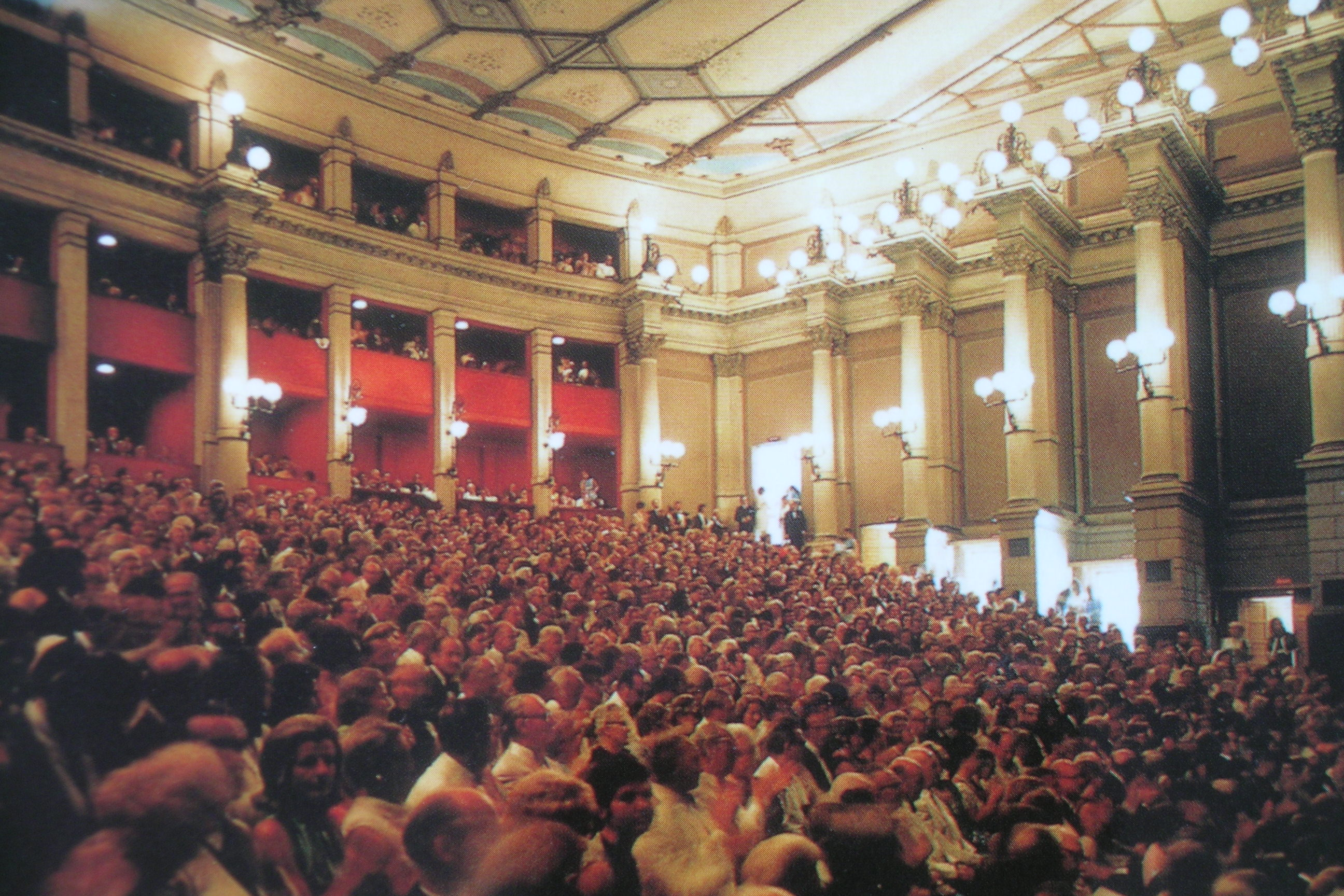
Зрительный зал

Театр был построен под руководством самого Вагнера на базе нереализованного проекта оперного театра в Мюнхене, выполненного Готфридом Земпером. Средства были выделены королём Людвигом II. Постройка началась в день рождения Вагнера 22 мая 1872, и театр был открыт премьерой оперного цикла «Кольцо Нибелунга» с 13 августа по 17 августа 1876.
В театре выступали такие великие дирижёры, как Карл Мук, Вильгельм Фуртвенглер, Ханс Кнаппертсбуш, Герберт фон Караян, Карл Бём.

## Особенности

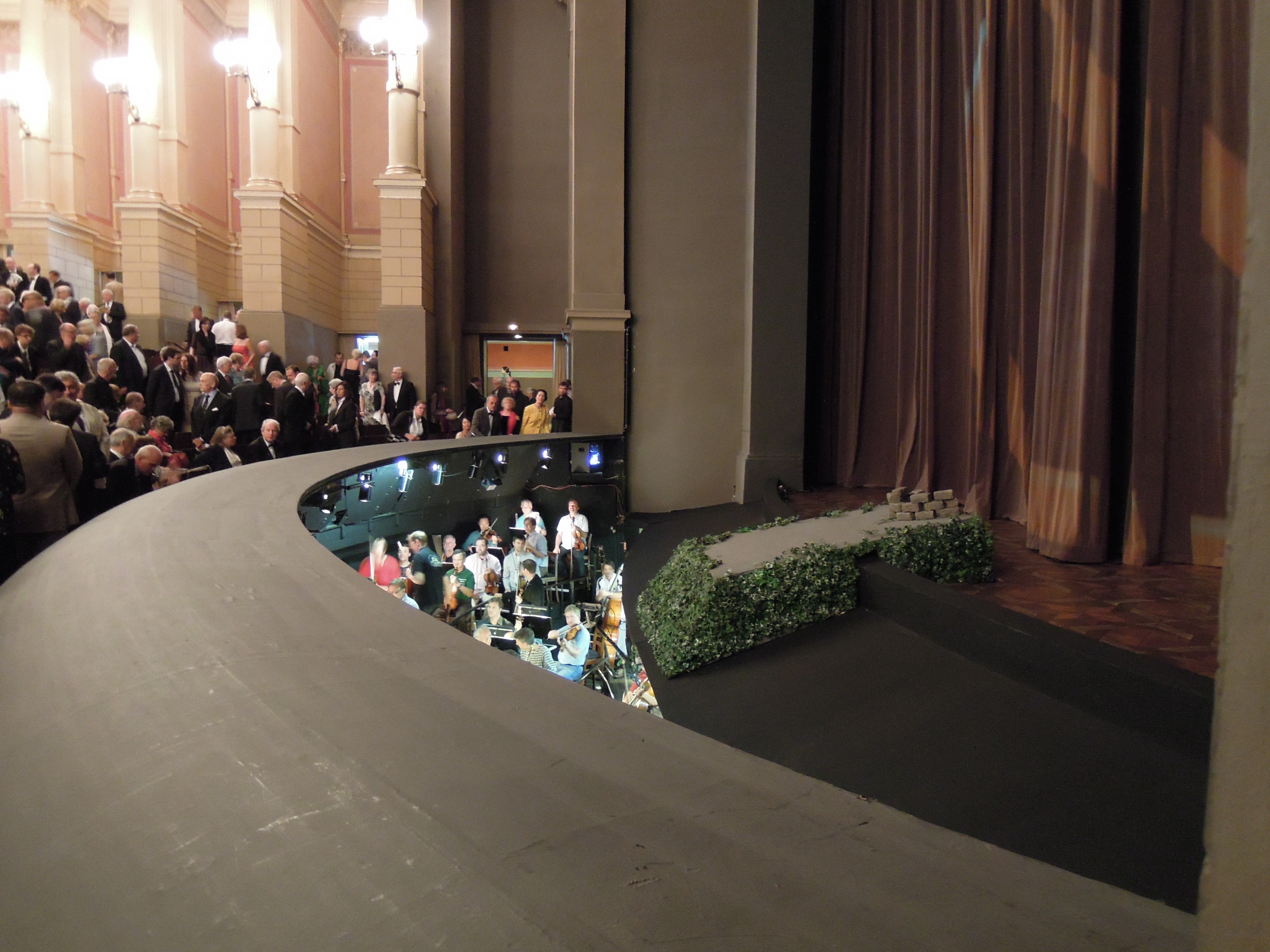
Оркестровая яма

Внутреннее устройство театра необычно, поскольку зал не имеет никаких галерей или балконов, а оркестр расположен под сценой и скрыт от глаз публики, чтобы не отвлекать её от представления. Интерьер отделан деревом. Кроме того, в зале соблюдён акустический баланс между оркестром и певцами, что делает невозможным исполнение в зале неоперной музыки. Прикрытие над оркестровой ямой обеспечивает равномерное звучание оркестра. Двойной просцениум зрительно увеличивает сцену.

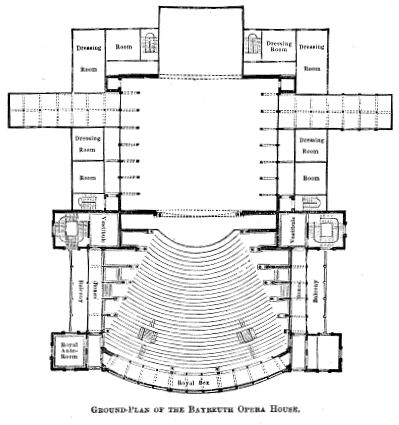
План театра